# مكتبة ويلز الوطنية
مكتبة ويلز الوطنية تقع في مدينة ابريستويث في ويلز.

## تاريخ
في عام 1905 م قررت الحكومة البريطانية تخصيص مبلغ من المال لبناء مكتبة وطنية وقررت بنائها في أبرسوث. في فترة الحرب العامة الثانية تم تحويل مجموعة من أثمن المقتنيات في بريطانية – من ضمنها لوحات دا فنجي ورامبرنت ومخطوطات وليم شكسبير – إلى المكتبة للحفاظ عليها من قصف الألمان.

## المخطوطات الشرقية
أعد «ايته» فهرسا للمخطوطات العربية والفارسية والهندوستانية في المكتبة:
H. Ethé, Catalogue of Oriental manuscripts, Persian, Arabic, and Hindustani, 1916

## معرض صور

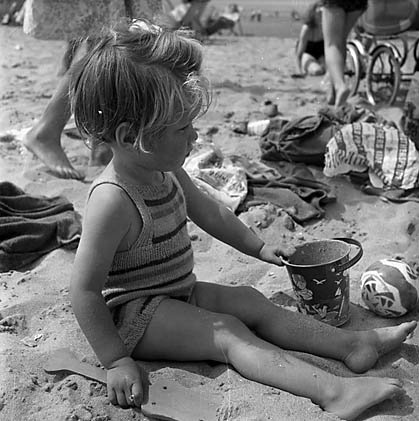
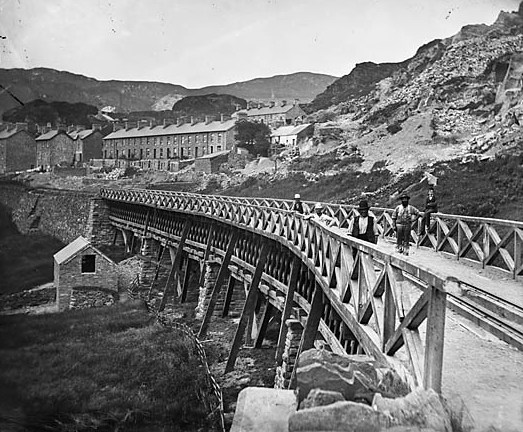
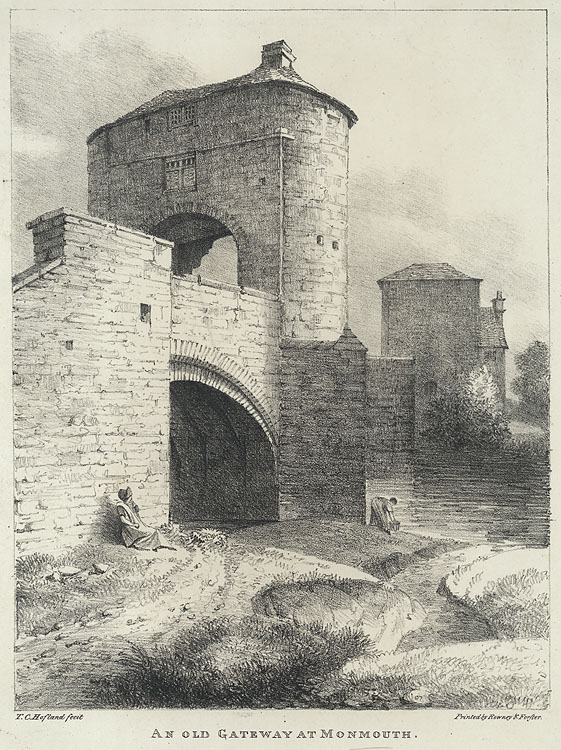
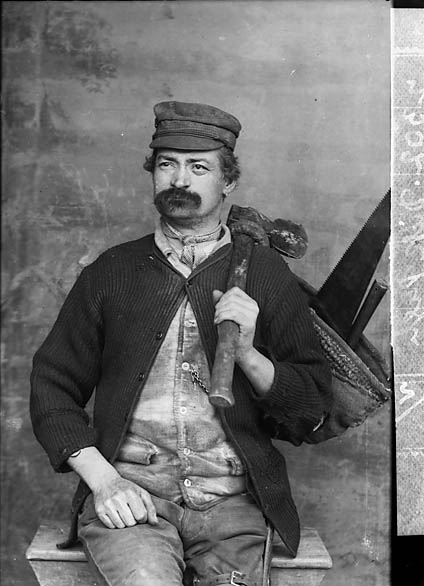
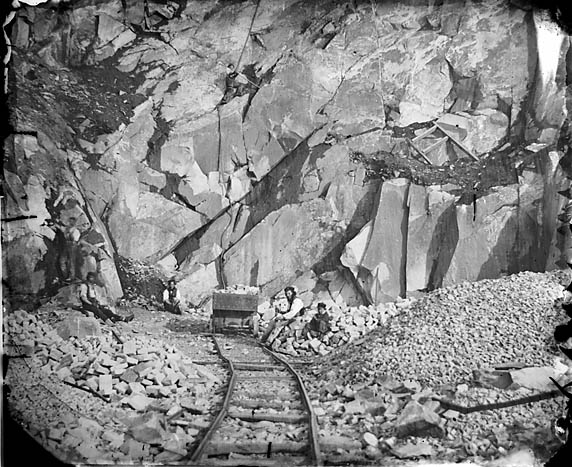
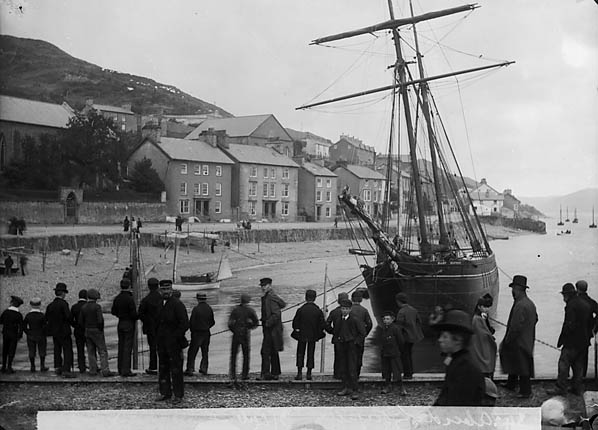